# リディア・フィールド・エメット

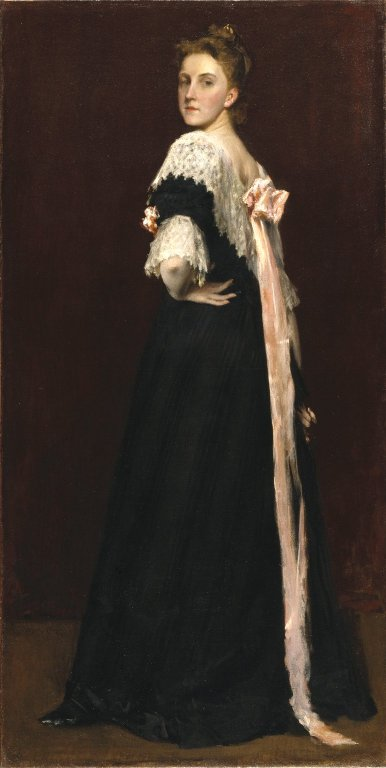
W.M.チェイスによるエメットの肖像画

リディア・フィールド・エメット（英語: Lydia Field Emmet, 1866年1月23日 - 1952年8月16日）はアメリカ合衆国の画家、イラストレーターである。肖像画家として知られている。

## 略歴
ニューヨーク州のニューロシェルで実業家の家に生まれた。父親のウィリアム・ジェンキンス・エメット(William Jenkins Emmet)の先祖はアイルランド独立運動の活動家で後にアメリカに移住した法律家のトーマス・エディス・エメット(Thomas Addis Emmet: 1764-1827) である。母親のジュリア(Julia Pierson Emmet: 1829-1908)は肖像画家のダニエル・ハンティントンに絵を学んだイラストレーターとしても知られていた。10人兄弟の7番目の子供で姉のロジーナ(Rosina Emmet Sherwood: 1854–1948)は画家、イラストレーターになり、妹のジェーン(1873-1961)も画家になった。
子供のころから姉のロジーナから絵を学び、16歳になった1883年には作家、ヘンリエッタ・クリスチャン・ライトの児童向けの本の挿絵を描いた。1884年から1885年の間に、姉のロジーナとフランスに渡り、パリの私立美術学校、アカデミー・ジュリアンで学び、クロード・モネの邸があり、多くのアメリカ人画家が活動したジヴェルニーも訪れ、ジョン・レスリー・ブレックやセオドア・ロビンソンといったアメリカの画家とも知り合った。
アメリカに戻った後、1890年代初めには、かつて学んだ、ウィリアム・メリット・チェイスの助手として、ロングアイランドの夏季美術学校(Shinnecock Hills Summer School of Art)やニューヨークで教えた。1903年のシカゴ万国博覧会の女性館の壁画を制作するメンバーにメアリー・カサットやメアリー・フェアチャイルド・ロー、ルシア・フェアチャイルド・フューリー、姉のロジーナといった女性画家とともに選ばれた。その後もアメリカで開かれた世界博の展覧会に出展し何度か賞を贈られた。
1896年にはアメリカ地理学協会の賞、「カラム地理学メダル」で贈られるメダルのデザインをした。
ナショナル・アカデミー・オブ・デザインの展覧会に何度も出展し、1909年にナショナル・アカデミー・オブ・デザインの準会員に選ばれ、1911年に正会員に選ばれた。

子供の肖像画を多く描き、姉ロジーナ・エメット・シャーウッドの息子で、劇作家でピューリッツァ賞受賞者のロバート・E・シャーウッド(Robert E. Sherwood)の子供時代の姿を描いた作品が有名である。

## 作品

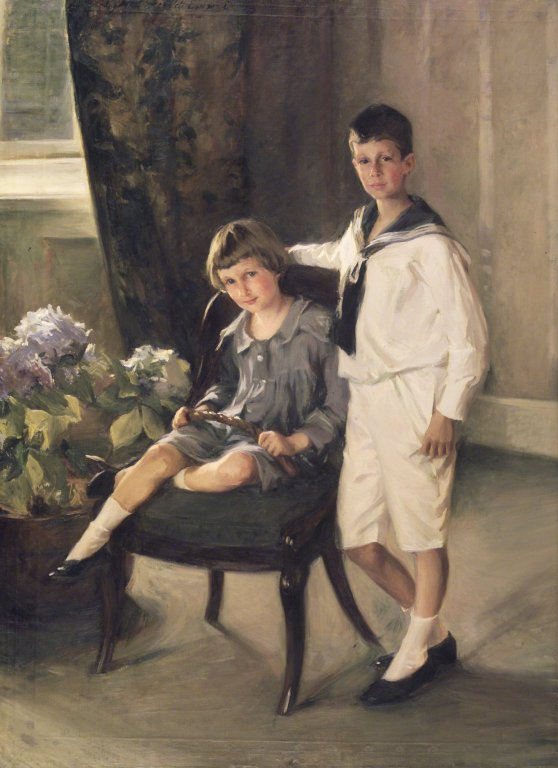
兄と妹(c.1909) ブルックリン美術館蔵
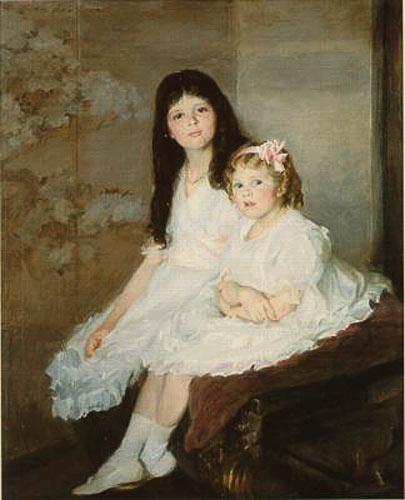
"Miss Ginnie and Polly"(1916)
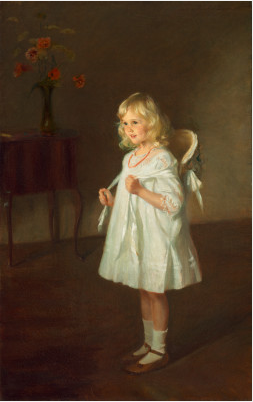
"Olivia" ナショナル・ギャラリー (ワシントン)蔵
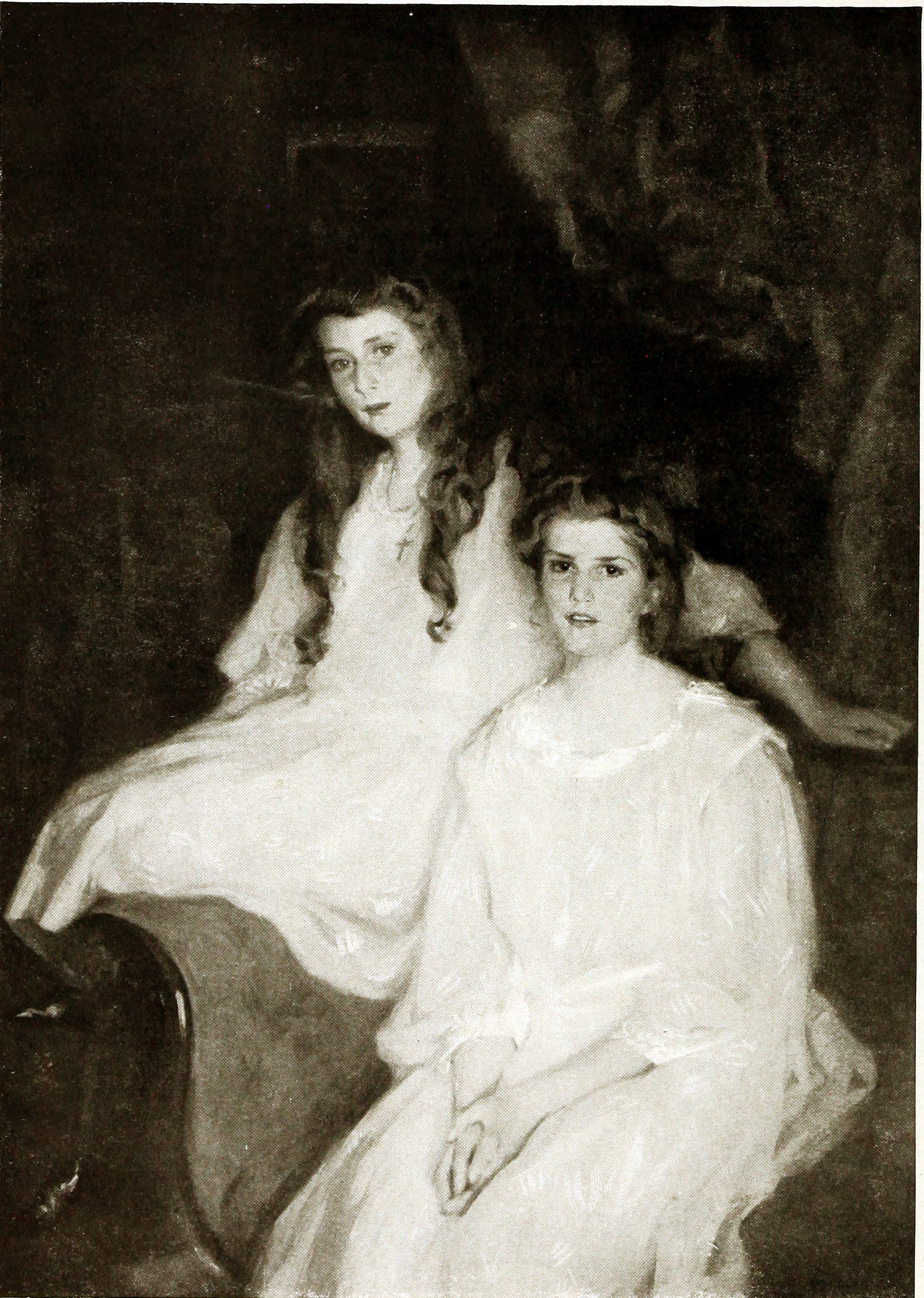
雑誌「St. Nicholas」挿絵